# FOAF
A FOAF (um acrônimo de Friend Of A Friend, inglês para amigo de um amigo) é uma ontologia legível por máquina que descreve pessoas, suas atividades e suas relações com outras pessoas e objetos. Qualquer um pode usar o FOAF para se descrever. O FOAF permite que grupos de pessoas descrevam redes sociais sem a necessidade de um banco de dados centralizado.
A FOAF contém um vocabulário descritivo expresso usando o Resource Description Framework (RDF) e o Web Ontology Language (OWL). Os computadores podem usar esses perfis FOAF para encontrar, por exemplo, todas as pessoas que vivem na Europa ou para listar todas as pessoas que você e um amigo seu conhecem.   Isso é feito definindo relacionamentos entre as pessoas. Cada perfil tem um identificador exclusivo (como o endereço de e-mail da pessoa, número de telefone internacional, nome da conta do Facebook, um Jabber ID ou um URI da página inicial ou blog da pessoa), que é usado ao definir esses relacionamentos.
Tim Berners-Lee, em um ensaio de 2007,  redefiniu o conceito de web semântica no Giant Global Graph (GGG), onde relacionamentos transcendem redes e documentos. Ele considera o GGG em pé de igualdade com a Internet e a World Wide Web, afirmando que "eu expresso minha rede em um arquivo FOAF, e isso é o início da revolução".

## Implementação
Embora tenha um caso de uso e um padrão relativamente simples, o FOAF teve adoção limitada na web. Alguns blogs como Live Journal e DeadJournal suportam perfis FOAF para  seus membros  e a comunidade My Opera suportava perfis FOAF para membros, bem como para grupos. O suporte FOAF está presente nos serviços Identi.ca, FriendFeed, WordPress e TypePad. 
A plataforma de pesquisa de blog Yandex oferece suporte à pesquisa sobre informações de perfis FOAF.  Suporte de FOAF do lado do cliente estava disponível no navegador Safari  antes que o suporte RSS fosse removido no Safari 6. Também estava disponível no plug-in Semantic Radar  para o navegador Firefox. Semantic MediaWiki, a anotação semântica e extensão de dados vinculados do MediaWiki suporta propriedades de mapeamento para ontologias externas, incluindo FOAF que é ativado por padrão.
Existem também módulos ou plugins para suportar perfis FOAF ou autorização FOAF+SSL para linguagens de programação,   bem como para sistemas de gerenciamento de conteúdo . 

## Exemplo
O seguinte perfil FOAF (escrito no formato Turtle ) afirma que James Wales é o nome da pessoa descrita aqui. Seu endereço de e-mail, página inicial e representação são recursos da Web, o que significa que cada um também pode ser descrito usando RDF. Ele tem interesse na Wikimedia e conhece Angela Beesley (que é o nome de um recurso 'Pessoa').
```
@prefix
 
rdf:
 
<http://www.w3.org/1999/02/22-rdf-syntax-ns#>
 
.

@prefix
 
rdfs:
 
<http://www.w3.org/2000/01/rdf-schema#>
 
.

@prefix
 
foaf:
 
<http://xmlns.com/foaf/0.1/>
 
.

<#JW>

    
a
 
foaf
:
Person
 
;

    
foaf
:
name
 
"James Wales"
 
;

    
foaf
:
mbox
 
<mailto:jwales@bomis.com>
 
;

    
foaf
:
homepage
 
<http://www.jameswales.com>
 
;

    
foaf
:
nick
 
"Jimbo"
 
;

    
foaf
:
depiction
 
<http://www.jameswales.com/aus_img_small.jpg>
 
;

    
foaf
:
interest
 
<http://www.wikimedia.org>
 
;

    
foaf
:
knows
 
[

        
a
 
foaf
:
Person
 
;

        
foaf
:
name
 
"Angela Beesley"

    
]
 
.

<http://www.wikimedia.org>

    
rdfs
:
label
 
"Wikimedia"
 
.

```

- Resource Description Framework (RDF)
- Linguagem de Ontologia Web (OWL)
- Redes sociais
- Web Semântica
- Descrição de Carreira (DOAC)
- hCard (HTML vCard )
- Rede de Amigos XHTML (XFN)